# Saint-Hilaire-des-Landes

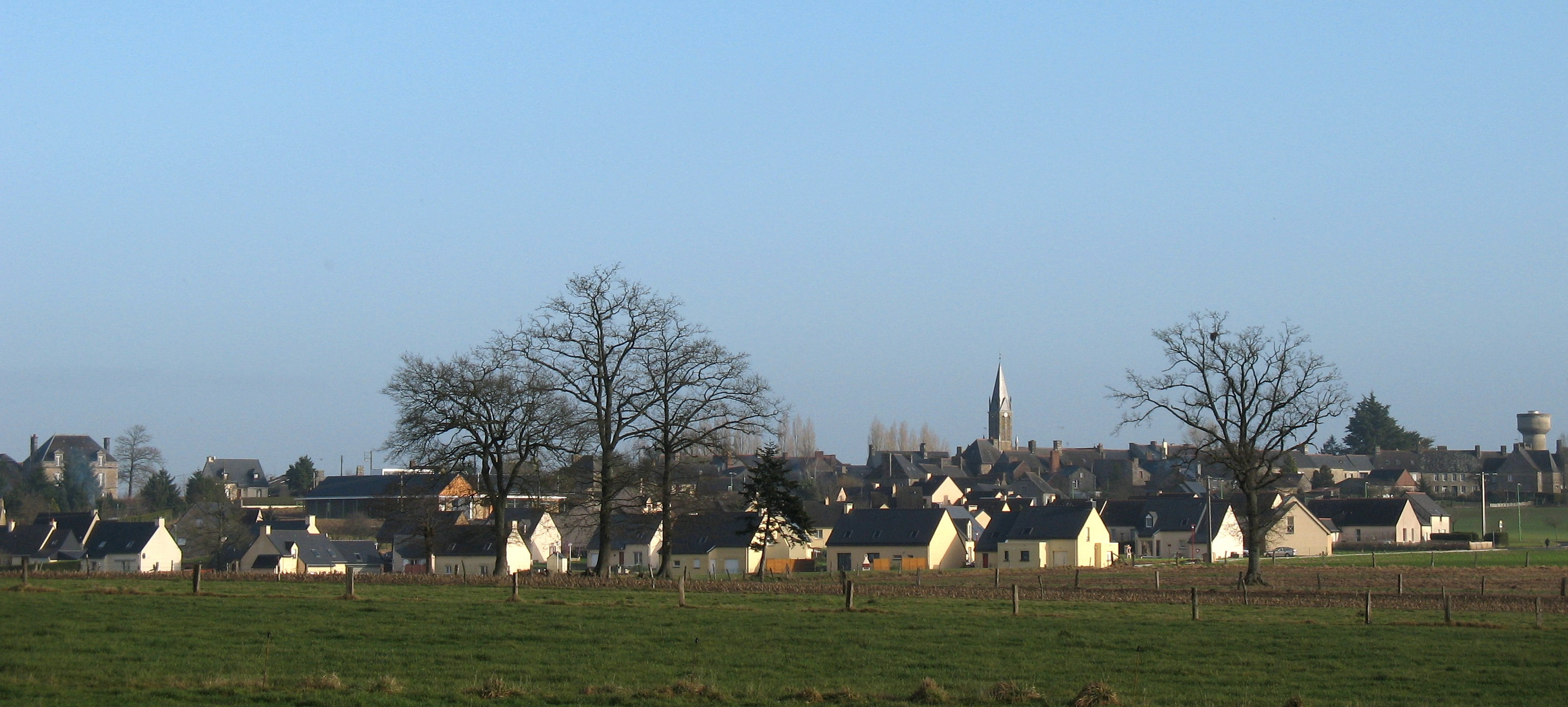
Saint-Hilaire-des-Landes

Saint-Hilaire-des-Landes / Sant-Eler-al-Lann là một xã trong tỉnh Ille-et-Vilaine, thuộc vùng hành chính Bretagne của nước Pháp, có dân số là 922 người (thời điểm 1999). Xã nằm khoảng 41 km phía đông-bắc của Rennes và 37 km phía nam của Mont Saint-Michel. Tên xã xuất phát từ tên của giám mục Poitiers, Hilarius của Poitiers.

## Dân số
| 1793  | 1800  | 1806  | 1821  | 1831  | 1836  | 1841  | 1846  | 1851  |
| ----- | ----- | ----- | ----- | ----- | ----- | ----- | ----- | ----- |
| 1 659 | 1 588 | 1 542 | 1 710 | 1 789 | 1 678 | 1 608 | 1 531 | 1 661 |

| 1856  | 1861  | 1866  | 1872  | 1876  | 1881  | 1886  | 1891  | 1896  |
| ----- | ----- | ----- | ----- | ----- | ----- | ----- | ----- | ----- |
| 1 667 | 1 671 | 1 661 | 1 563 | 1 586 | 1 690 | 1 627 | 1 549 | 1 455 |

| 1901  | 1906  | 1911  | 1921  | 1926  | 1931  | 1936  | 1946  | 1954  |
| ----- | ----- | ----- | ----- | ----- | ----- | ----- | ----- | ----- |
| 1 393 | 1 433 | 1 414 | 1 224 | 1 257 | 1 229 | 1 228 | 1 149 | 1 128 |

| 1962                                         | 1968  | 1975 | 1982 | 1990 | 1999 | - | - | - |
| -------------------------------------------- | ----- | ---- | ---- | ---- | ---- | - | - | - |
| 1 144                                        | 1 010 | 807  | 756  | 893  | 922  | - | - | - |
| Số liệu kể từ 1962 : dân số không tính trùng |       |      |      |      |      |   |   |   |